# Tipón
Tipón est un site archéologique inca situé dans la Vallée sacrée à 3 400 mètres d'altitude. Le site couvre une superficie de 239 hectares et se trouve à 22 kilomètres de Cuzco dans la commune de Choquepeda, dans le district d'Oropesa de la province de Quispicanchi. Il s'agit de grandes terrasses agricoles irriguées par un réseau de canaux d'eau alimentés par une source naturelle. Plusieurs ruines environnantes ont été fouillées et beaucoup sont visibles au-dessous du sol.

## Description

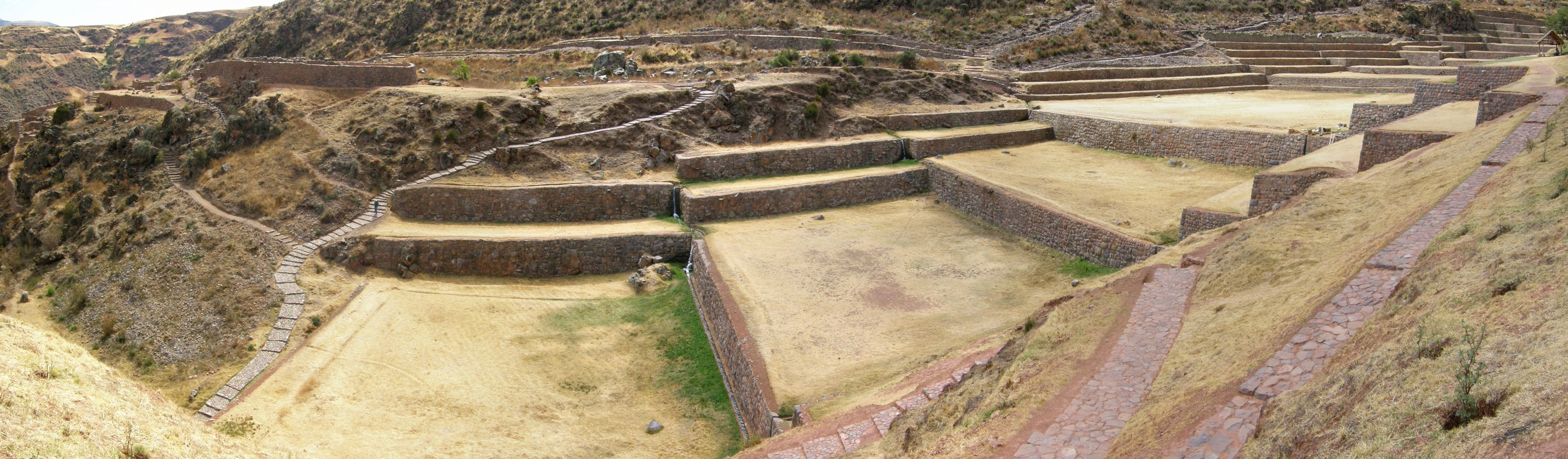
Panorama des terrasses.

Le site de Tipón se trouve près d'Oropesa dans la commune de Choquepeda au sud-est de Cuzco, le long de la route Cuzco-Puno. Il se compose d'enclos, de terrasses et d'un canal intact. Le complexe supérieur est traversé par le chemin de l'Inca et par un canal d'irrigation. Il fait partie de la liste des prouesses historiques en génie civil.
Le site était probablement utilisé comme un laboratoire de production agricole en raison des différents micro-climats qu'on peut y trouver. Tipón est considéré comme l'un des seize sites archéologiques les plus importants pour les touristes de la région.
En plus d'être un complexe archéologique, le site abrite l'un des plus grands ouvrages en matière d'irrigation de terrasses, avec une grande distribution de canaux d'eau en plein air.

### Histoire
Le véritable but de Tipón est inconnu. Même le nom original du site inca n'est pas connu. La seule référence écrite possible peut être trouvée dans les Comentarios Reales de los Incas de Garcilaso de la Vega. Selon lui, après que l'Inca Viracocha a usurpé le pouvoir de son père, il ordonna qu'on construise un palace pour son père Yahuar Huacac. La localisation de ce palace est décrite comme proche de Cuzco, située entre le détroit de Muyna et Quepicancha, près de la rivière Tucay. Comme Tipón se situe dans une vallée entre deux montagnes et au-dessus de la rivière Urubamba, plusieurs archéologues pensent que de la Vega parlait de Tipón.